# Brunfelsia latifolia
Brunfelsia latifolia ist eine Art aus der Sektion Franciscea der Gattung Brunfelsia. Die mit einer Pflanzenhöhe von 0,2 bis 1 m kleinsten Vertreter der Gattung kommen endemisch in der Umgebung Rio de Janeiros vor.

## Beschreibung

### Vegetative Merkmale

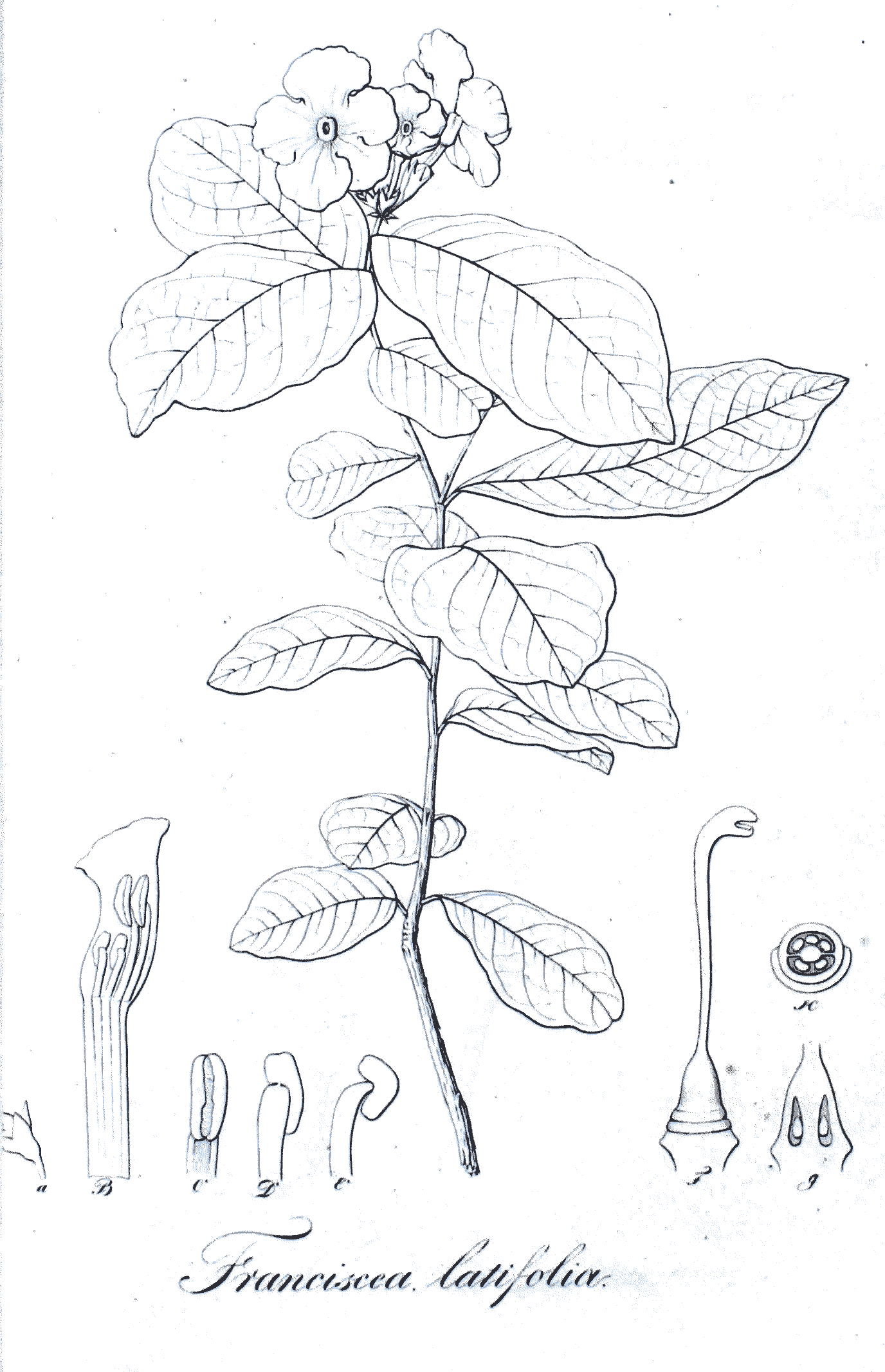
Illustration von Brunfelsia latifolia (als Franciscea latifolia)

Brunfelsia latifolia ist ein 0,2 bis 1 m hoher Strauch mit stark verzweigten Wuchs. Die Äste entspringen nahe der Basis, sind oftmals zickzack-artig geformt und mit Laubblättern besetzt. Die Rinde ist dünn, hellbraun bis gräulich gefärbt. Die jungen Zweige sind hellbraun, der Abstand zwischen den Internodien ist etwa 1 cm.
Die Laubblätter variieren stark in ihrer Form, sie sind nahezu aufsitzend, der Blattstiel ist nur 1 bis 4 mm lang, unbehaart und dunkel violett gefärbt. Die Blattspreite ist 4 bis 9 cm lang und 2,2 bis 5,5 cm breit, elliptisch bis länglich oder eiförmig bis umgekehrt eiförmig. Nach vorn ist das Blatt zugespitzt, abgestumpft oder abgerundet, gelegentlich mit einer kleinen Spitze versehen oder ausgebuchtet. Die Blattbasis ist abgestumpft bis keilförmig, selten abgeschnitten. Die Blattoberseite ist matt oder glänzend dunkelgrün, die Unterseite matt und hellgrün. Gelegentlich stehen entlang der Mittelrippe einige feine Trichome. Auf jeder Seite des Blatts gehen von der Mittelrippe fünf bis acht Seitenadern aus, die meist gerade verlaufen.

### Blütenstände und Blüten
Bereits in einer Höhe von nur 30 cm können Pflanzen der Art blühen. Die terminal stehenden, kompakten Blütenstände bestehen aus drei bis 20 nicht-duftenden Blüten. Die Blütenstandsachse ist 3 bis 7 mm lang und unbehaart. Unterhalb jeder Blüte stehen ein oder zwei laubblattähnliche Hochblätter, die 1 bis 10 mm lang, lanzettlich und bewimpert sind. Die Blütenstiele sind hellgrün, 6 bis 8 mm lang, schlank und unbehaart oder spärlich drüsig behaart, an der Frucht wird der Stiel dicker.
Der Kelch ist 9 bis 13 mm lang, röhrenförmig-glockenförmig, unbehaart oder leicht drüsig behaart, hellgrün und glatt. Die Kelchzähne sind 2 bis 3 mm lang, aufrecht stehend oder zurückgebogen, dreieckig bis lanzettlich. An der Spitze sind sie zugespitzt. An der Frucht ist der Kelch lederartig, deutlich streifenförmig von Adern durchzogen und die Frucht umschließend.
Die Krone ist zunächst blassviolett, verblasst jedoch zu weiß. Die Kronröhre ist 15 bis 20 mm lang und 2 mm im Durchmesser, etwa doppelt so lang wie der Kelch. Sie ist leicht drüsig behaart, an der Basis blassviolett, nach oben hin weiß werdend. Die Verdickung am Übergang zum Kronsaum ist weiß, abgerundet oder viereckig. Der Kronsaum selbst hat einen Durchmesser von 20 bis 30 mm, er ist abstehend und bildet eine Ebene. Die Unterseite ist weiß. Die Kronlappen sind nahezu gleich groß. Der obere Kronlappen ist meist etwas kleiner, etwa 5 mm lang, die Spitze ist beinahe abgeschnitten. Die anderen Kronlappen sind etwa 8 mm lang und an der Spitze abgerundet.
Die vier Staubblätter setzen in der oberen Hälfte der Kronröhre an und stehen nicht über diese hinaus. Die Staubfäden sind weiß, schlank und zylindrisch, beim oberen Staubblattpaar 2 mm; beim anderen Paar nur 1 mm lang. Die Staubbeutel sind etwa 1 mm lang, kreisförmig-nierenförmig und braun. Der Fruchtknoten ist 2 mm hoch, eiförmig und blass grün. Der Griffel ist schlank, weiß und an der Spitze umgebogen. Die Narbe ist hellgrün und leicht zweilappig, wobei die Lappen unterschiedlich groß sind.

### Früchte und Samen
Die Früchte sind vom Kelch umschlossene Kapseln mit einer Länge von 11 bis 13 mm und einem Durchmesser von 8 bis 10 mm. Sie sind eiförmig und an der Spitze zugespitzt, glatt, unbehaart und dunkel-grün. Das Perikarp ist dünnwandig, bei Reife eintrocknend, krustig und nur spät aufspringend.
Jede Frucht enthält etwa zehn bis zwölf Samen. Diese sind 5 bis 6 mm lang und messen 3 mm im Durchmesser. Sie sind länglich-elliptisch und gewinkelt. Die Oberfläche ist dunkelbraun und netzartig gekörnt. Der Embryo ist 4 mm lang, nahezu gerade, die Keimblätter sind 1,5 mm lang und eiförmig.

### Chromosomenzahl
Die Chromosomenzahl beträgt 2n = 22.

## Vorkommen
Die Art ist endemisch im brasilianischen Bundesstaat Rio de Janeiro, wo sie in der Umgebung der gleichnamigen Hauptstadt des Bundesstaates in meeresnahen Buschformationen auf sandigen Böden wächst.